# Eudistoma stellatum
Eudistoma stellatum är en sjöpungsart som beskrevs av Monniot 1988. Eudistoma stellatum ingår i släktet Eudistoma och familjen Polycitoridae. Inga underarter finns listade i Catalogue of Life.